# Chloroclystis urticae
Chloroclystis urticae là một loài bướm đêm trong họ Geometridae.